# Andreas Kurte
Andreas Kurte (* 1964 in Paderborn) ist ein deutscher römisch-katholischer Geistlicher und Domkapitular im Erzbistum Paderborn.

## Leben
Andreas Kurte studierte Philosophie und Katholische Theologie und empfing 1990 durch Erzbischof Johannes Joachim Degenhardt die Priesterweihe. Er war Vikar in St. Marien Lügde (1990–94) und Pfarradministrator in St. Petrus Canisius in Hagen-Eckesey (1994–97) sowie Dekanatsjugendseelsorger im Dekanat Hagen (1996–1997). Von 1997 bis 2003 war Kurte Regionalvikar in der damaligen Seelsorgeregion Ruhr-Mark und zugleich als Pfarradministrator in St. Stephanus Opherdicke.
2003 wurde Andreas Kurte Leiter des Pastoralverbundes Höxter, Pfarrdechant in St. Nikolaus Höxter sowie Pfarrverwalter in St. Peter und Paul Höxter und St. Stephanus und Vitus Corvey. Von 2006 bis 2008 war er Dechant für das Dekanat Höxter.
2008 übernahm er als Nachfolger von Hubert Berenbrinker die Leitung der Zentralabteilung Pastorales Personal im Erzbischöflichen Generalvikariat in Paderborn.
2012 wurde er von Pro-Großmeister Edwin Frederick O’Brien zum Ritter des Ritterordens vom Heiligen Grab zu Jerusalem ernannt und am 12. Mai 2012 in der Münchener Jesuitenkirche St. Michael durch Reinhard Kardinal Marx, Großprior der deutschen Statthalterei, investiert. Am 27. August 2012 wurde er zum Nachfolger von Karl-Heinrich Brinkmann als Prior der Komturei St. Meinwerk in Paderborn berufen.

## Ehrungen
- Ernennung zum Päpstlichen Ehrenkaplan (Monsignore) durch Papst Benedikt XVI.
- Investitur in den Ritterorden vom Heiligen Grab zu Jerusalem (2012)

## Schriften
- Die Äbte, Fürstäbte und Fürstbischöfe von Corvey. Bonifatius Verlag, Paderborn 2017 ISBN 978-3-89710-727-4.
- Sieben Jahre in Deiner Welt. Briefe an meinen demenzkranken Vater. Bonifatius Verlag, Paderborn 2019 ISBN 978-3-89710-816-5 .
- Necrologium Paderbornense II. Totenbuch Paderborner Priester 1930–2020. Bonifatius, Paderborn 2021.